# Alaszka–Oroszország-alagút
Az Alaszka–Oroszország-alagút a Szibériát Alaszkával összekötő, hatezer kilométer hosszú szállítási útvonal része lenne. A Bloomberg beszámolója szerint Moszkvában bejelentették, hogy a teljes beruházás 65 milliárd amerikai dollárba kerülne, ezen belül az alagút költségét 10-12 milliárd dollárra becsülik. A tervet 10-15 év alatt valósítanák meg. Az orosz gazdasági minisztérium azt nyilatkozta, a cél az, hogy orosz olajjal, földgázzal lássák el az Amerikai Egyesült Államokat.
Egy ilyen alagút tervét már II. Miklós orosz cár is felvetette, vagyis korántsem új elképzelésről van szó, és az utóbbi években-évtizedekben nem csupán egy efféle megoldásról, de például a két világrészt összekötni szándékozó híddal kapcsolatos tervekről is ismételten lehetett hallani.
Kétszer olyan hosszú lenne, mint a Csatorna-alagút, ha elkészül, 102 km-es hosszával a világ leghosszabb alagútja lenne.
Az alagút többfunkciós lenne, nagysebességű vasút, autópálya, olajvezeték, nagyfeszültségű kábel és optikai vezeték fog keresztülvezetni rajta.
Ha megvalósul a költségek 25%-át az USA, 25%-át Oroszország állja, a maradékra további országok és befektetők jelentkezését várják.
Az alagút az alaszkai Wales városát kötné össze a szibériai Uelen településsel. A Bering-alagút 80 kilométer hosszan haladna a tenger alatt, és japán vállalkozók ajánlatot is tettek, hogy kilométerenként 60 millió dollárért kifúrják.
Az alaszkai kijárathoz legközelebb 1000 kilométerre van Fairbanks városa, odáig meg kellene építeni az utat és a vasutat. Oroszországban a legközelebbi közúti csatlakozási pont 1500 kilométerre van. Az orosz vasúttársaság egy 3500 kilométeres szakaszon építene vasúti pályát, összekapcsolva Jakutszkot Uelennel, Alaszkában 2000 kilométernyi sínt kellene lefektetni .
A mostani becslések szerint a vállalkozás legkorábban 30 év múlva lehetne nyereséges.

### 2007-ből
- Alagúttal kötik össze Alaszkát és Szibériát Archiválva 2021. május 8-i dátummal a Wayback Machine-ben (HVG.hu, 2007. április 26.)
- Orosz gáz alagúton Alaszkába (Népszabadság, 2007. április 19.)
- A nagy orosz–amerikai alagút (Jövőnéző blog, 2007. április 23.)

### 2011-ből
- Alagutat fúrnak Szibéria és Alaszka között (Index, 2011. augusztus 24.)